# Phintella piatensis
Phintella piatensis är en spindelart som beskrevs av Barrion, Litsinger 1995. Phintella piatensis ingår i släktet Phintella och familjen hoppspindlar. Inga underarter finns listade i Catalogue of Life.